# 전영로
전영로(Jeonyeong-ro)는 경기도 연천군 전곡읍 온골사거리에서 포천시 영중면 신장삼거리를 잇는 도로이다.

## 주요 경유지
경기도
- 연천군 (전곡읍 - 청산면) -  포천시 (창수면 - 영중면)

## 노선 경로
| 이름             | 접속 노선                                          | 경유지                 | 경유지                                             | 비고                                                       |
| 청정로와 직결    | 청정로와 직결                                      | 청정로와 직결          | 청정로와 직결                                      | 청정로와 직결                                              |
| ---------------- | -------------------------------------------------- | ---------------------- | -------------------------------------------------- | ---------------------------------------------------------- |
| 온골사거리       | 지방도 제372호선 (청정로)                          | 연천군                 | 전곡읍                                             |                                                            |
| 온골지하차도     |                                                    | 연천군                 | 전곡읍                                             |                                                            |
| 전곡초교앞삼거리 | 선사로                                             | 연천군                 | 전곡읍                                             |                                                            |
| 고탄교           |                                                    | 연천군                 | 전곡읍                                             |                                                            |
|                  | 청산면                                             | 연천군                 |                                                    |                                                            |
| 장탄 교차로      | 국도 제37호선 (동서로) 전영로191번길 전영로196번길 | 연천군                 | 국도 제37호선 구간 동서로와 중복                   |                                                            |
| 신궁평 교차로    | 국도 제37호선 (동서로)                             | 연천군                 | 국도 제37호선 구간 동서로와 중복                   |                                                            |
| 궁평교           |                                                    | 연천군                 |                                                    |                                                            |
| 궁평삼거리       | 청연로                                             | 연천군                 |                                                    |                                                            |
| 양촌삼거리       | 궁평천길                                           | 연천군                 |                                                    |                                                            |
| 백의삼거리       | 지방도 제372호선 (청창로)                          | 연천군                 |                                                    |                                                            |
| 백의 교차로      | 국도 제37호선 (동서로) 지방도 제372호선 (청창로)   | 연천군                 | 국도 제37호선 구간 구 박석고개사거리 동서로와 중복 |                                                            |
| 우암교           |                                                    | 연천군                 | 국도 제37호선 구간 동서로와 중복                   |                                                            |
| 신백의교         |                                                    | 연천군                 | 국도 제37호선 구간 동서로와 중복                   |                                                            |
|                  | 포천시                                             | 창수면                 | 국도 제37호선 구간 동서로와 중복                   |                                                            |
| 신진군교 군자교  | 포천시                                             | 창수면                 | 국도 제37호선 구간 동서로와 중복                   |                                                            |
| 진군교사거리     | 포천시                                             | 창수면                 | 국도 제87호선 (포천로) 지방도 제372호선 (청창로)   | 국도 제37, 87호선 구간 지방도 제372호선 구간 동서로와 중복 |
| 옥병 교차로      | 포천시                                             | 창수면                 | 국도 제37호선 국도 제87호선 (동서로)               | 국도 제37, 87호선 구간 지방도 제372호선 구간 동서로와 중복 |
| 옥병교           | 포천시                                             | 창수면                 |                                                    | 지방도 제372호선 구간                                      |
| 오가 교차로      | 포천시                                             | 창수면                 | 국도 제87호선 (창동로) 신옥수로                    | 지방도 제372호선 구간                                      |
| 창옥교           | 포천시                                             | 창수면                 |                                                    | 지방도 제372호선 구간                                      |
| 대사교           | 포천시                                             |                        | 영중면                                             | 지방도 제372호선 구간                                      |
| 영평삼거리       | 포천시                                             | 가영로                 | 영중면                                             | 지방도 제372호선 구간                                      |
| 영송 교차로      | 포천시                                             | 국도 제37호선 (동서로) | 영중면                                             | 지방도 제372호선 구간                                      |
| 신장삼거리       | 포천시                                             | 국도 제43호선 (호국로) | 영중면                                             | 지방도 제372호선 구간                                      |

## 주요건물및 시설
- S-OIL 전곡주유소 (전영로 2/은대리 545-1)
- SK에너지 금강산주유소 (전영로 373/궁평리 526-11)